# Lac Ihotry
Der Ihotry-See (Malagasy Farihin’ Ihotry, französisch Lac Ihotry) ist ein hypersalinen See in Madagaskar.

## Beschreibung
Der See liegt in der Regionen Atsimo-Andrefana an der Westküste der Insel, ca. 37 km vom Indischen Ozean entfernt, auf 50 m Höhe. Er wird von dem kleinen Fluss Andranakanga gespeist. Der abflusslosen See hat die Form eines Herzens und ist von trockenem Wald umgeben. Die jadegrüne Farbe des Wassers ist vom Weltraum aus erkennbar.

## Salzgehalt
Der Wasserstand des Sees ist klimabedingt starken Schwankungen unterworfen. Ebenso verhält es sich mit dem Salzgehalt. Im nachfolgenden Diagramm ist die Fläche des Sees (km²) gegen den Salzgehalt (g/l) aufgetragen (Werte aus Diagramm abgelesen).

## Ökologie
Die am meisten verbreitete Pflanzenart in der Umgebung ist die Liane. Der See ist auch die Brutstätte des Regenpfeifers.